# Crysis 2
Crysis 2 è un videogioco sparatutto in prima persona sviluppato da Crytek e pubblicato da Electronic Arts per PlayStation 3, Xbox 360 e Microsoft Windows.
È il sequel di Crysis e della sua espansione Crysis Warhead, entrambi usciti inizialmente soltanto per la piattaforma PC. Il gioco è stato messo in commercio il 22 marzo 2011 in Nord America e il 25 marzo 2011 in Europa.

## Trama
Crysis 2 è ambientato nell'agosto 2023, 3 anni dopo le vicende del precedente capitolo. Il protagonista è Alcatraz, un marine Statunitense il cui compito è trovare il Dottor Nathan Gould, che ha importanti informazioni sull'epidemia aliena che sta colpendo New York City. Il piano originale viene modificato quando il sottomarino in cui viaggia viene attaccato da una navicella aliena, che prima di essere abbattuta, uccide quasi tutta la squadra di Alcatraz. Il marine, in gravi condizioni, viene soccorso da Prophet, ovvero il maggiore Laurence Barnes, a capo della squadra Raptor nel primo Crysis, che gli dà la sua Nanotuta (per la precisione, la versione 2.0, revisionata dalla corporazione Crynet e migliorata rispetto al modello precedente), in grado di curare le ferite più gravi, e gli chiede di portare a termine il compito da lui iniziato, ma non completato. Al suo risveglio, Alcatraz trova a terra Prophet che, contagiato dal virus alieno, si è suicidato; subito dopo riceve comunicazioni radio dal dottor Gould che, credendo di parlare con Prophet, gli dice di raggiungerlo al suo appartamento.
Uscito all'aperto, il protagonista scopre che il governo ha autorizzato l'invio dei C.E.L.L. (Crynet Enforcement Local Logistics), un'agenzia militare privata, per mantenere l'ordine durante l'evacuazione della città. Intercettando le comunicazioni radio dei C.E.L.L., scopre che un loro comandante, il tenente colonnello Lockhart, ha dato l'ordine di uccidere Alcatraz, pensando che nella nanotuta ci sia Prophet, che era impazzito dopo il ritorno delle Lingshan. Durante il tragitto verso il laboratorio, Alcatraz assiste all'abbattimento di una navetta cargo dei Cef (gli alieni) e il dottor Gould gli comunica di raccogliere dei campioni alieni dal luogo d'impatto. Dopo aver ripulito la zona dai C.E.L.L., Alcatraz viene attaccato da due Cef, ma riesce a ucciderne uno e mettere in fuga l'altro. Raccolti i campioni dall'alieno ucciso, il marine percorre la FDR fino a raggiungere Gould nell'appartamento della ex del dottore, che analizza campioni e giunge alla conclusione che la tuta sta lavorando autonomamente a una sorta di antidoto contro il virus alieno.
Attaccati da Lockhart, i due sono costretti a fuggire e decidono di raggiungere la sede centrale dei C.E.L.L., a Wall Street, per analizzare la tuta con macchinari avanzati. Facendosi strada tra i tetti, Alcatraz raggiunge la sede centrale e riesce a eliminare la sorveglianza. Raggiunto il laboratorio, Gould inizia l'analisi, ma viene interrotto da Lockhart che arresta sia il dottore che Alcatraz. Durante il trasporto dalla sede, però, l'elicottero che trasporta il marine viene abbattuto da un grosso macchinario alieno, e Alcatraz sviene nell'impatto. Appena riesce a riprendersi, viene contattato da Jacob Hargreave, presidente della Crynet Systems e capo dei C.E.L.L.: l'uomo guida Alcatraz attraverso il municipio e la vecchia metropolitana, fino a tre grosse strutture aliene che producono spore del virus. Il marine riesce a sabotarle grazie alla nanotuta, che crea delle spore in grado di uccidere solo i Cef, eliminando la presenza locale degli alieni. Intanto i Marines lanciano un attacco alla città e allagano la parte meridionale di essa sommergendo Alcatraz e un elicottero C.E.L.L. pronto ad estrarlo. Poche ore dopo una squadra di marines (tra cui Chino, unico superstite della Force Recon Omega insieme ad Alcatraz) trova il protagonista e insieme i soldati raggiungono un edificio di proprietà di Hargreave per accedere a un computer in grado di analizzare l'antidoto creato dalla nanotuta, ma Alcatraz viene attaccato poco prima di usare il computer da una squadra di C.E.L.L. ancora fedeli a Lockhart e il piano per analizzare la cura è interrotta da un Pinger (alieno Super-corazzato) e il piano fallisce. Il protagonista è quindi costretto a unirsi alla ritirata dei Marines verso Central Station, dove sono pronti dei treni per l'evacuazione dei civili sani rimasti in città. A causa di un pesante assalto Cef anche l'evacuazione fallisce e i Marines sono costretti a evacuare la gente tramite VTOL corazzati. Mentre l'ultima squadriglia di VTOL sta per terminare l'evacuazione, gli alieni lanciano un altro attacco ai marines ma Alcatraz, grazie alla nanotuta, riesce a inserirsi in una struttura aliena vicina e a liberare la cura in grado di uccidere i Cef, permettendo ai soldati di fuggire e di portare a termine l'evacuazione.
Hargreave rivela ad Alcatraz la sua posizione e organizza un incontro a Roosevelt Island. Raggiunta l'isola il marine è costretto a farsi strada tra le forze ribelli di Lockart, fino a quando riesce a trovarlo, ucciderlo e fuggire verso il luogo d'incontro. Alcatraz, arrivato a destinazione, subisce un'imboscata e viene catturato dalle forze di Hargreave, che voleva semplicemente la cura per vincere la sua guerra contro i Cef. Grazie all'aiuto di Tara Strickland (figlia del Maggiore Strickland di Crysis), un'agente CIA (Navy Seal Pluridecorata) infiltrata fra i C.E.L.L., Alcatraz riesce a liberarsi e raggiunge lo studio di Hargreave, dove scopre che il vecchio è in una vasca chiusa con un liquido che lo tiene in vita e che l'immagine che ha sempre visto non era altro che un ologramma. In quegli istanti, dopo aver capito di aver perso, Hargreave ordina l'autodistruzione dell'isola e invia una comunicazione a tutti i C.E.L.L. di aiutare Alcatraz nel fuggire dalla zona, ora assediata dai Cef. Il marine riesce appena in tempo a fuggire e viene recuperato dal dottor Gould e da Tara Strickland, che lo conducono a bordo di un veicolo fino a Central Park, dove gli alieni hanno dissotterrato un'enorme struttura in grado di liberare le spore in tutto lo Stato. Alcatraz lotta contro il tempo per fermare la fuoriuscita del virus e, nonostante una forte resistenza Cef, riesce a sabotare la struttura che alla fine rilascia solo il virus in grado di uccidere gli alieni. A causa dell'enorme energia usata, la tuta si riavvia e Alcatraz sviene. Durante il sonno il marine comunica con i ricordi di Prophet (la memoria dell'ex possessore è nella tuta), che gli spiega le origini dell'invasione dei Cef: quella di New York è solo una piccola vittoria in una grande guerra che è appena iniziata.
Quando Alcatraz si risveglia, viene contattato da un certo Karl Ernst Rasch: quando questi gli chiede il nome, il marine risponde "Mi chiamano... Prophet."

## Modalità di gioco
La Nanotuta 2.0, a differenza della versione precedente, ha tre diverse modalità d'uso principali: corazza, energia e occultamento. La modalità energia è la fusione delle vecchie modalità forza e velocità, serve a saltare più in alto o a correre più velocemente e viene avviata automaticamente dalla tuta in assenza di energia, per ricaricarla. La modalità corazza permette di subire meno danni quando si viene colpiti dai proiettili nemici e di sparare con maggiore stabilità, consuma energia a seconda dei colpi che deve assorbire. La modalità occultamento, infine, serve a rendersi temporaneamente invisibili ai nemici, per coglierli di sorpresa o per oltrepassarli senza ingaggiare uno scontro. Oltre alle modalità principali c'è la modalità secondaria Nanovisione (una sorta di visore termico avanzato) che può essere attivata contemporaneamente a una modalità principale con un grande dispendio di energia. È inoltre possibile sbloccare diverse funzionalità avanzate raccogliendo dei nanocatalizzatori quando si uccide un Ceph, che permettono al giocatore di acquistare moduli aggiuntivi per la nanotuta. L'ambientazione cittadina conferisce al gioco una maggiore verticalità del predecessore e permette di raggiungere ogni obiettivo in vari modi, spaziando dai tetti dei grattacieli newyorkesi alle fognature della città.
I server della versione PC del gioco sono stati chiusi il 31 maggio 2014.

### Livelli
Crysis 2 è composto da 19 livelli, che si differenziano per ambientazione e per tempo di superamento degli stessi:
- In at the deep end (Difficoltà inattese);
- Second chance (Seconda possibilità);
- Sudden impact (Impatto improvviso);
- Road rage (Strade pericolose);
- Lab rat (Cavia da laboratorio);
- Gate keepers (Guardiani della soglia);
- Dead man walking (Un uomo morto);
- Seat of power (Il centro del potere);
- Dark heart (Cuore di tenebra);
- Semper fidelis or die (Semper fidelis o morte);
- Corporate collapse (Collasso societario);
- Train to catch (Un treno da prendere);
- Unsafe haven (Porto insicuro);
- Terminus (Capolinea);
- Power out (Blackout);
- Eye of the storm (L'occhio del ciclone);
- Masks off (Giù le maschere);
- Out of the ashes (Dalle ceneri);
- A walk in the park (Una passeggiata nel parco)

### Armi
- Pugno
- M12 Nova (Pistola) evoluzione della HK MK23
- Hammer (Pistola) ibrido tra una Beretta 92 ed una Desert Eagle
- Majestic (Revolver) simile alla Mateba MTR-8
- K-Volt (Mitra leggero) spara palline di metallo elettrificate molto efficaci contro i ceph, ricorda per estetica la TDI vector.
- AY69 (Mitra leggero) evoluzione del MP7
- SCAR (Fucile d'assalto) già visto in Crysis, evoluzione del G36
- SCARAB (Fucile d'assalto) versione tattica dello SCAR
- Feline (Mitra leggero) alto rateo e buona precisione
- Grendel (Fucile d'assalto) spara raffiche da tre colpi, evoluzione del Magpul Masada
- DSG-1 (Fucile di precisione) già visto in Crysis, evoluzione del PSG-1
- M2014 Gauss (Fucile di precisione) già visto in Crysis, è un'arma a funzionamento elettromagnetico. Evoluzione avanzata del Walter 2000
- Jackal (Fucile a pompa automatico) basato sul funzionamento del AA-12
- Marshall (Fucile a pompa manuale) evoluzione del Benelli M4 Super 90
- Mk60 (Mitragliatrice) modernizzazione del M-60
- HMG Mitragliatrice pesante a nastro fissa ma staccabile
- Emettitore di Microonde X-43, arma che emette un raggio di microonde in grado di bruciare oggetti e persone
- JAW (Joint Anti-tank Weapon) Lanciarazzi con missili a guida laser
- L-TAG (Lanciagranate), è un lanciagranate tattico a corto raggio
- Granata a frammentazione M17
- Granata flashbang M34
- Esplosivo al plastico C4
- Lanciamissili SWARMER, contiene 64 razzi e spara raffiche di razzi molto potenti

### Nemici
Nel gioco si dovranno affrontare due diverse specie di nemici, a loro volta divise in più tipologie di avversari: i C.E.L.L. ed i Cef (o Ceph).

#### C.E.L.L.
C.E.L.L. significa CryNet Enforcement and Local Logistics: sono i soldati privati dell'azienda CryNet Systems. Per buona parte del gioco sono nemici del giocatore ma, in seguito all'uccisione del loro comandante Lockhart, combattono insieme ad Alcatraz contro gli alieni, i Ceph.
Questi soldati si possono distinguere in diverse tipologie:
- Agenti C.E.L.L. - La tipologia di nemici umani più debole e comune del gioco, trattasi di soldati super- addestrati e super-armati al servizio del comandante Lockhart. Sono armati con SCARAB o Feline, Nova M12 e con granate a frammentazione.
- Agenti Speciali C.E.L.L. (Unità Leader) - Versione più potente dei comuni Agenti C.E.L.L., sono uguali a questi ultimi tranne che per i colori (corazza scura con logo azzurro) e per le armi. Possono essere armati con diversi tipi di fucili e di pistole, con lancia-fumogeni e con granate a frammentazione.
- RPG C.E.L.L. - Tipologia di agenti più forte. Sono armati con SCARAB, Marshall, JAW e granate a frammentazione.
- Cecchini C.E.L.L. - Tipologia di agenti più rara; hanno la stessa uniforme degli Agenti Speciali, ma indossano un passamontagna marrone ed un visore ad infrarossi. Armati con DSG-1, SCARAB P-Rosso, Hammer e granate a frammentazione, sono appostati sugli edifici più alti per tirare di precisione.
- Sentinelle C.E.L.L. - Agenti C.E.L.L. appostati dietro ripari o su torrette, dai quali attaccano con mitragliatrici montate su supporti fissi.
- Artiglieri C.E.L.L. - Agenti C.E.L.L. che gestiscono le mitragliatrici pesanti di fuoristrada, corazzati o elicotteri C.E.L.L.
- Piloti C.E.L.L. - Non rappresentano una minaccia in quanto sono disarmati. Sono vestiti come gli Agenti C.E.L.L., ma il loro compito è quello di pilotare fuoristrada, corazzati (di cui gestiscono anche il cannone ed i bazooka) ed elicotteri C.E.L.L.

#### Ceph
I Ceph sono gli alieni che compaiono in Crysis 2, e sono nemici comuni a tutti i personaggi del gioco. L'uccisione di un'unità Ceph da parte del giocatore comporta la raccolta di nanocatalizzatori (punti speciali necessari al potenziamento della nanotuta). Dei Ceph non si sa nulla, a parte il fatto che vivevano sulla Terra prima degli umani, e che vi hanno costruito numerose installazioni sotterranee di modifica ambientale come quelle sotto le Isole Linchang e sotto New York City. Sono esseri gelatinosi e dai molti tentacoli simili a cefalopodi (da qui il nome Ceph), il cui colore varia a seconda della temperatura esterna. Sul campo di battaglia indossano esoscheletri meccanici armati ed avanzatissimi, le cui tipologie fanno la differenza fa un tipo di Ceph e l'altro. Dimostrano di possedere una tecnologia molto più avanzata in tutti i campi (specialmente in quello bellico e biochimico) rispetto agli umani, come testimoniato dalle loro strutture sotterranee, dai loro droni da guerra e dalla loro flotta di navicelle.
I Ceph sono classificabili nelle seguenti tipologie di unità:
- Unità Robotica di Raccolta (Parassita) - unità Ceph innocua per Alcatraz. Sono insetti alieni più grandi del normale e dotati di un esoscheletro meccanico simile a quello dei Ceph. Servono a raccogliere tessuto organico da portare nelle strutture aliene. I Ceph ne hanno perso il controllo e ora attaccano qualsiasi forma di vita, anche i Ceph stessi.
- Unità di Combattimento (Fante) - unità Ceph standard armata con un'arma al plasma a ripetizione, i cui colpi possono essere caricati per divenire esplosivi;
- Comandante Unità di Combattimento (Comandante) - unità Ceph più resistente delle rispettive controparti normali. Si distinguono per un rosso più forte proveniente dai loro "occhi", dispongono anche di uno scudo di energia che li protegge finché non viene disattivato. Il loro arsenale è composto da un'arma a colpo singolo al plasma, i cui colpi possono essere caricati per divenire esplosivi;
- Unità d'Assalto (Cacciatore) - unità Ceph abile negli attacchi corpo a corpo grazie alle lame estraibili che posseggono sotto gli avambracci. I loro artigli rotanti possono emettere elettricità ed hanno una piccola arma a ripetizione al plasma montata sull'avambraccio destro;
- Comandante Unità d'Assalto (Comandante Cacciatore) - Un normale Cacciatore ma più resistente. Si distinguono per un rosso più forte proveniente dai loro "occhi", dispongono anche di uno scudo di energia che li protegge finché non viene disattivato;
- Unità Devastatrice (Pesante) - unità Ceph pesante e di enormi dimensioni, armata con un'arma al plasma a ripetizione e con un lanciamissili al plasma montati al posto delle braccia;
- Drone d'Assalto Corazzato (Pinger) - unità Ceph robotica e cognitiva tripode dotata di un'arma al plasma a ripetizione pesante e di una sorta di lanciamissili al plasma. Quest'unità può rilevare il giocatore occultato e può emettere potenti onde d'urto elettromagnetiche (impulsi EMP) in grado di azzerare l'energia delle nanotute. Il suo punto debole è il retro, dove è consigliabile colpirlo con armi pesanti: 5 colpi di lanciarazzi bastano e avanzano;
- Unità d'Assalto Avanzata (Guardiano) - unità Ceph avanzate che si combattono solamente nell'ultimo livello di gioco ma appariranno (seppur di sfuggita) anche in alcuni livelli precedenti. Identici ai Cacciatori, ma si possono distinguere da essi per il bagliore bianco che emettono i loro occhi e per il fatto di essere molto più resistenti rispetto alle rispettive controparti normali. Sono anche in grado di occultarsi, e ciò li rende tremendamente pericolosi. Sono più difficili da eliminare rispetto ai normali Cacciatori;
- Navetta d'attacco Ceph - unità aerea Ceph dotata di arma a ripetizione pesante al plasma;
- Navetta da trasporto Ceph - unità aerea Ceph disarmata che lancia sul campo di battaglia le capsule contenenti le varie unità d'attacco Ceph.

## Contenuti scaricabili
Tra maggio e giugno 2011 sono stati distribuiti due pacchetti di contenuti scaricabili (DLC) per il multiplayer:
- Crysis 2: Retaliation, disponibile dal 17 maggio, che contiene 4 nuove mappe per il comparto multiplayer, chiamate Park Avenue, Transit, Shipyard e Compound[9][10];
- Crysis 2: Decimation, disponibile dal 15 giugno, che comprende invece 5 nuove mappe (chiamate 5th avenue, Chasm, Plaza, Prism e Apartments) e 2 nuove armi (il fucile d'assalto FY71 e la granata fumogena)[11].

Il 27 giugno sono usciti anche i due aggiornamenti gratuiti per abilitare le DirectX 11 e le texture in alta definizione.

## Sviluppo
Annunciato ufficialmente all'E3 del 2009, Crysis 2 è stato in sviluppo dal 2007 presso Crytek Frankfurt e Crytek UK. È il primo gioco in assoluto ad utilizzare il motore grafico CryENGINE 3, ed il primo gioco Crytek a portare l'esperienza della software house tedesca su console. La versione PC, sulle macchine più potenti, sarà in grado di sfruttare le librerie DirectX 11 (quando verranno attivate tramite un aggiornamento del gioco) e texture in altissima definizione. Crytek intende sorpassare il livello grafico raggiunto con il primo Crysis, che a quattro anni dalla pubblicazione è ancora utilizzato come benchmark per misurare le prestazioni grafiche dei PC. Il 25 gennaio 2011 è stata pubblicata una demo multiplayer a due modalità per Xbox 360; la demo per PC è arrivata il 1º marzo, e quella per PlayStation 3 il 16 marzo in Europa e il 15 marzo in Nord America.
L'intera colonna sonora del videogioco è stata realizzata da Hans Zimmer, sia per quanto concerne il gioco che per i trailer di lancio.
Il gioco, pur offrendo un'elevata qualità dell'immagine, è stato sottoposto a critiche nella sua versione per PC per non aver sfruttato le librerie DirectX 11 fin dalla sua uscita (limitandosi alla versione 9)
Per quanto riguarda le versioni PlayStation 3 e Xbox 360 del gioco, anche se rimangono inferiori alla loro controparte PC (risoluzione scalata, framerate altalenante), Crytek le ha rese quasi identiche fra di loro.
A gennaio 2011 il CEO Crytek, Cevat Yerli, ha dichiarato che un team era già al lavoro sulla trama di Crysis 3, ma il suo effettivo sviluppo (poi annunciato ufficialmente ad aprile 2012) sarebbe dipeso dai soddisfacenti dati di vendita di Crysis 2.

### Tecnologia
Il CryENGINE 3 utilizza molte delle particolarità della versione precedente che sono state ulteriormente migliorate, come l'HDR, l'effetto motion blur e la profondità di campo; è inoltre grado di utilizzare nuove tecnologie come lo Über-shader rendering, sviluppato apposta da Crytek. È stato reso noto che il CryENGINE 3, rispetto al CryENGINE 2, possiede una maggior flessibilità e versatilità, qualità che lo ha reso in grado di funzionare sulle console PlayStation 3 e Xbox 360.
La versione PlayStation 3 ha una risoluzione nativa più bassa, di 1024x720 pixel rispetto a quella di Xbox 360 portata a 1152x720 pixel. In entrambi i casi si tratta di risoluzioni sub-HD, che vengono visualizzate su schermo a 1080p, affievolendo le differenze. Su Xbox 360 il gioco presenta problemi di caricamento di texture mapping e di mip mapping; inoltre, durante le azioni più caotiche, il framerate scende a 15-20 fps, mentre su PlayStation 3 rimane stabile a 22-24 fps. Nonostante al gioco sia stato abilitato il V-Sync su entrambe le piattaforme, la versione Xbox 360 soffre di un leggero screen tearing variabile dallo 0,2 al 1,7%.
Su PlayStation 3 rimangono migliori gli effetti volumetrici di luminosità e HDR, molto simili alla versione PC, grazie alla particolare precisione-128 bit della sua scheda grafica, l'RSX Reality Synthesizer.
Allo scopo di migliorare la qualità generale del gioco senza ridurre troppo le prestazioni delle console, Crytek, su Crysis 2 ha utilizzato una tecnica di antialiasing nota come temporal anti-aliasing.

## Edizioni
Il 17 agosto 2010 EA ha annunciato due edizioni speciali del gioco:

### Limited Edition
L'edizione limitata è disponibile allo stesso prezzo della versione standard, ma in quantità limitate. Comprende esclusivamente dei contenuti bonus utilizzabili nella modalità online del gioco.

### Nano Edition
La Nano Edition è stata disponibile soltanto in preordine al prezzo di 139,99 euro. Conteneva un artbook in HD, un'action figure alta 28 cm, prodotta da first4figures, uno zaino che riproduce una parte della Nanotuta 2.0 ed il gioco versione Limited Edition con custodia in metallo.

## Accoglienza
Crysis 2 ha ottenuto una candidatura all'Italian VideoGame Award 2011.
Sulla rivista PlayStation Magazine di maggio 2011 (numero 168) Crysis 2 è stato classificato gioco del mese con un voto di 9 su 10.
Play Generation diede alla versione per PlayStation 3 un punteggio di 95/100, apprezzando le meccaniche innovative, i tiri abilità, le armi e l'impatto grafico e come contro la presenza di qualche rallentamento e più di un problema di IA, finendo per trovarlo un titolo spettacolare e innovativo, che dimostrava come sia PS3 che il genere degli FPS avessero ancora tante cartucce calibro 75 da sparare. La stessa testata lo classificò come uno dei quattro migliori giochi ambientati a New York.